# 三苗
三苗（さんびょう）は、中国神話に登場する悪神。共工・驩兜・鯀とともに並ぶ四罪の一人。
三苗の論戚誼（ろんせきぎ）は、丹朱（たんしゅ＝驩兜）と共に堯（ぎょう）に対して反乱を企てたとされ、それが四罪と目される由来となっている。丹水で行われたこの堯との闘いに敗れたのち、その子孫たちは南方に落ちのび三苗国を建てたとされ、その国の様子や位置は『山海経』などに記されている。三苗の領していた土地の主要分布は長江周辺、洞庭湖と鄱陽湖の間であるとも見られている。『史記』舜本紀には、三苗の子孫たちが西の方角にすむ西戎になったと記されている。
『後漢書』西羌伝では、西羌の源流は三苗であり、西羌を含む中国の四方に住む全ての異民族は華夏の苗裔と主張している。
また、三苗は三つの氏の苗裔（子孫）たちの意であるとして、帝鴻氏の渾敦・少昊氏の窮奇・縉雲氏の饕餮をさすともされる。この三人は四凶として名が挙げられているものでもある。
近現代、三苗人たちはミャオ族の淵源になった一族であるともいわれるが、詳しい関連性は不明である。